# La casa de Tourneur
La casa de Tourneur es una película argentina de terror de 1997 dirigida por Jorge Caterbona y escrita por Diego Curubeto según un argumento de Robin Wood. Es protagonizada por Darío Grandinetti, Virginia Innocenti, Eusebio Poncela y Adrián Yospe. Fue filmada en colores y en blanco y negro.
El filme se produjo en 1997 y nunca se estrenó comercialmente; originalmente la historia fue concebida como un piloto para una serie de televisión y el rodaje duró tres semanas y media. Fue preestrenada en abril de 1999 en el Festival Internacional de Cine de Buenos Aires y en la Maratón Bizarra Nacional que la Filmoteca Buenos Aires organizó en mayo del mismo año.

## Sinopsis
Un famoso arqueólogo y escritor de libros de magia y ocultismo, regresa a Argentina luego de muchos años de ausencia para saldar viejas cuentas con su rival, el profesor Tourneur y con un antiguo amor. 

## Reparto
- Darío Grandinetti
- Virginia Innocenti
- Eusebio Poncela
- Adrián Yospe
- Pedro Segni
- Eleonora Wexler
- Marcos Woinsky
- Nilda Raggi
- Miguel Habud
- Max Berliner

## Producción
Entre las posibles protagonistas femeninas en las que se pensó antes del rodaje estaban Cecilia Roth, Inés Estévez y Emilia Mazer.

## Comentarios
Elbio Gandolfo en Film escribió:

«Este guion toca diversos núcleos clásicos, no solo del terror sino también de lo fantástico: la casa embrujada, el “muchachito” de lo sobrenatural, las personalidades superpuestas (Satán mediante), la telepatía, la vida después de la muerte, los bichos repugnantes…En su modestia, la película logra provocar ganas de ver otra de terror argentina, que no es poco.»

Gustavo Castagna en El Amante del Cine  opinó:

«Es una historia genérica que jamás se decide entre el culto bizarro y el terror psicológico…su solemnidad retórica y su falta de humor se contradice con el look de clase “B”.»